# Castellfort
Castellfort ist eine Gemeinde (municipi) im Norden der Provinz Castelló in der Valencianischen Gemeinschaft in Spanien. Sie ist Teil der Comarca Els Ports und hat 190 Einwohner (Stand: 2024).

## Geografie
Castellfort liegt etwa 57 Kilometer nordnordwestlich von Castellón de la Plana in einer Höhe von ca. 1180 m. 

## Bevölkerungsentwicklung
| Jahr      | 1970 | 1981 | 1991 | 2001 | 2011 | 2021 |
| Einwohner | 572  | 341  | 278  | 230  | 234  | 179  |

## Sehenswürdigkeiten

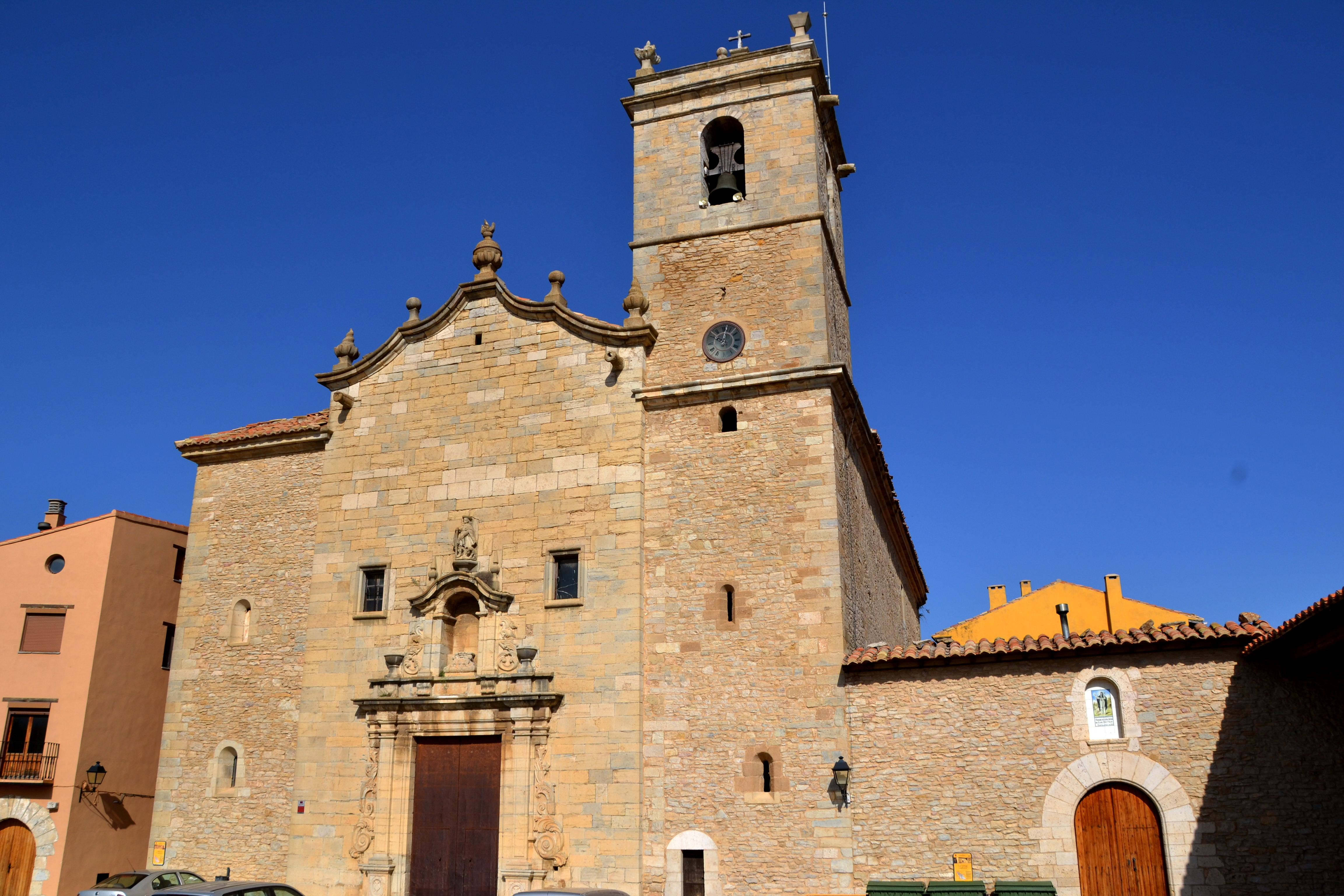
Kirche Mariä Himmelfahrt
- Marienkapelle
- Luzienkapelle
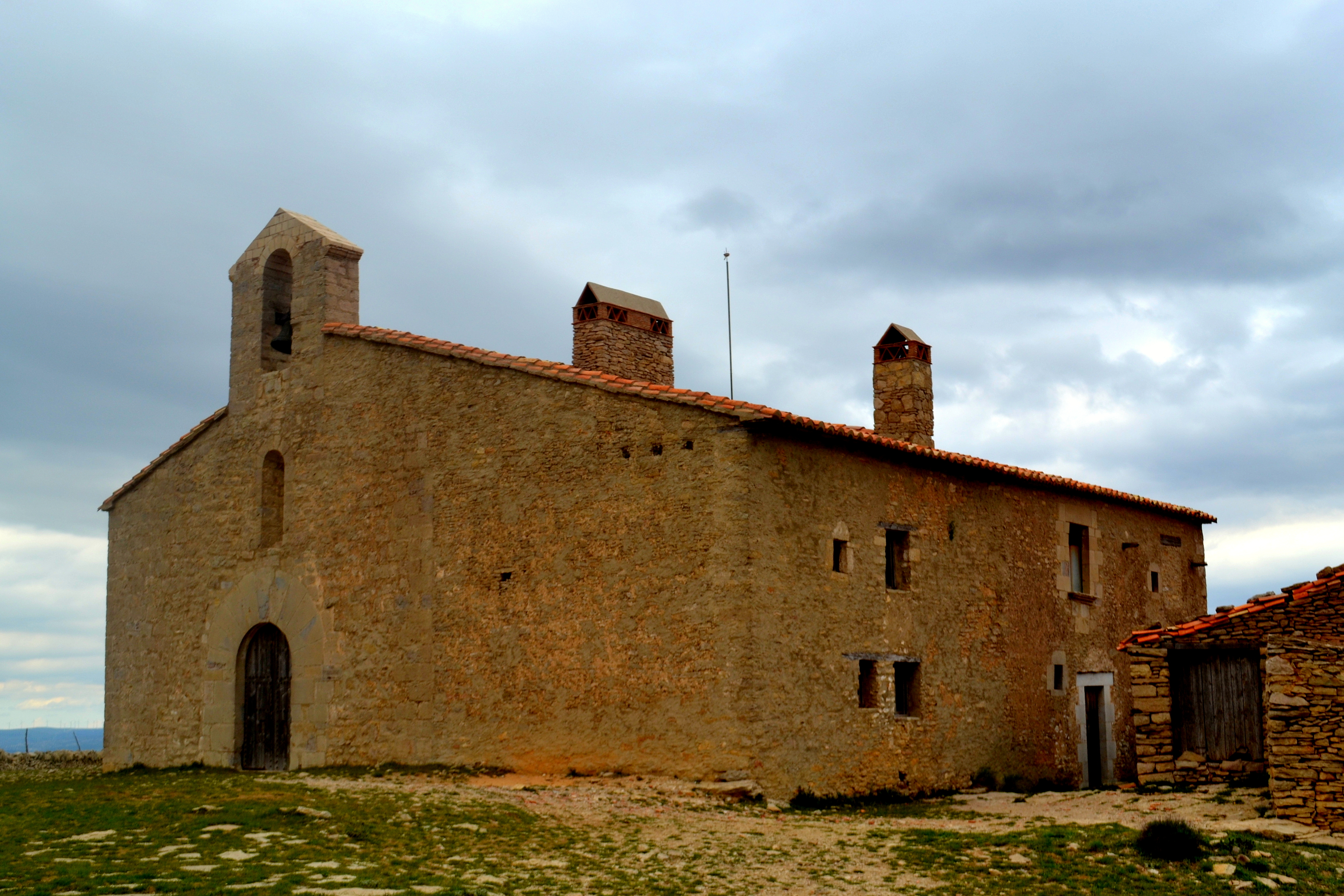
Peterskapelle
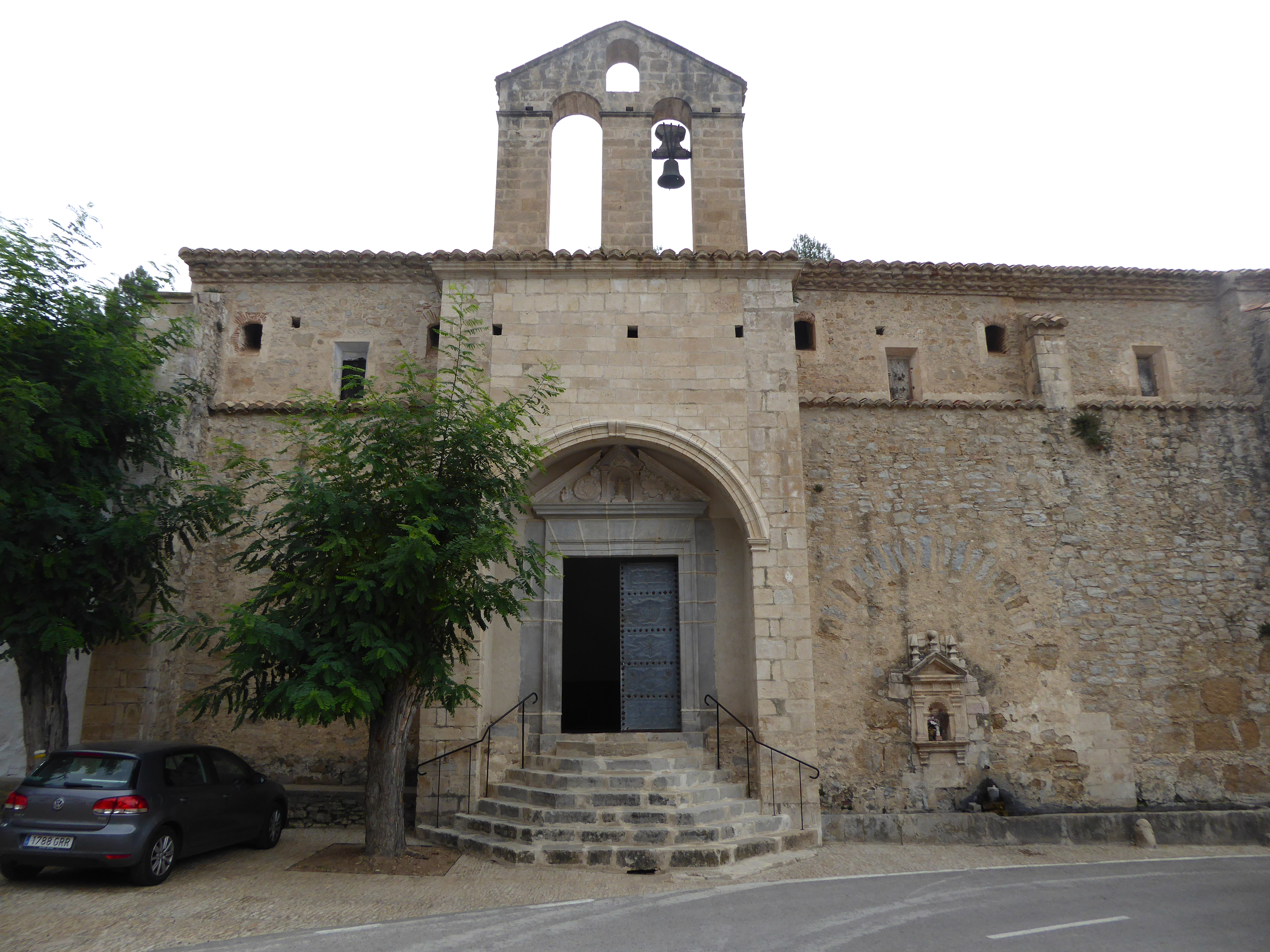
Marienkapelle

- Rathaus

- Kirche Mariä Himmelfahrt
- Peterskapelle
- Marienkapelle